# Robert Jayne
Robert Jayne, conosciuto anche come Bobby Jacoby (16 luglio 1973), è un attore statunitense.

## Biografia

### Primi anni
Robert Jayne è nato il 16 luglio 1973.

### Carriera
Ha iniziato la sua carriera come attore bambino. I suoi crediti televisivi includono: Balki e Larry - Due perfetti americani, California, Ralph supermaxieroe, A cuore aperto, Manimal, Love Boat, Autostop per il cielo, La signora in giallo, Il mio amico Arnold, Casalingo Superpiù, T.J. Hooker, A-Team, New York New York, Hill Street giorno e notte, Blue Jeans, Jake & Jason Detectives, Dinosauri tra noi, Walker Texas Ranger, Baywatch, Tremors, The Lazarus Man e Super Vicky.
Ha recitato anche in diversi film, tra cui The Zoo Gang, L'aquila d'acciaio, Il regno dei malvagi stregoni, Tremors, I cari vicini di casa, Night of the Demons 2, Giovani, pazzi e svitati, La paura corre in silenzio, Pearl Harbor eTremors 3 - Ritorno a Perfection.
Come doppiatore ha prestato la voce a Dorin nella serie animata Wildfire e ha scritto e diretto il cortometraggio del 2010 The Broker.

### Vita privata
Anche i fratelli di Jayne, Billy Jayne, Susan Jayne, Laura Jacoby e il fratellastro Scott Jacoby sono attori. Jayne è di origine ebraica.

## Filmografia

### Attore

#### Cinema
- The Zoo Gang, regia di Pen Densham e John Watson (1985)
- Febbre di gioco (Fever Pitch), regia di Richard Brooks (1985)
- L'aquila d'acciaio (Iron Eagle), regia di Sidney J. Furie (1986)
- After School, regia di William Olsen (1988)
- Dr. Alien - Dallo spazio per amore (Dr. Alien), regia di David DeCoteau (1989)
- Il regno dei malvagi stregoni (Wizards of the Lost Kingdom II), regia di Charles B. Griffith (1989)
- Tremors, regia di Ron Underwood (1990)
- I cari vicini di casa (Meet the Applegates), regia di Michael Lehmann (1990)
- Night of the Demons 2, regia di Brian Trenchard-Smith (1994)
- Giovani, pazzi e svitati (Can't Hardly Wait), regia di Harry Elfont e Deborah Kaplan (1998)
- La paura corre in silenzio (Fear Runs Silent), regia di Serge Rodnunsky (2000)
- Tentazione pericolosa (The Right Temptation), regia di Lyndon Chubbuck (2000)
- Pearl Harbor, regia di Michael Bay (2001)
- Tremors 3 - Ritorno a Perfection (Tremors 3: Back to Perfection), regia di Brent Maddock (2003) uscito in home video
- Jack Woody, regia di Gregory Fawcett - cortometraggio (2003)
- Vic, regia di Sage Stallone - cortometraggio (2006)
- Beyond the Wall of Sleep, regia di Barrett J. Leigh e Thom Maurer (2006)
- The Run, regia di Bart Johnson - cortometraggio (2008)
- Come What May, regia di Carolyn Bevacqua - cortometraggio (2009)
- Sex in the New Me (aka You Know You Want To), regia di Andrea Fellers e Gabriela Tollman - cortometraggio (2009)
- The Broker, regia di Bobby Jacoby e David Tayar - cortometraggio (2010)
- Big Date, regia di Whitney Anderson e Stefanie Sherk - cortometraggio (2011)
- Carlos Spills the Beans, regia di Brian McGuire (2013)
- Mythica: A Quest for Heroes, regia di Anne K. Black (2014)
- Mythica: The Darkspore, regia di Anne K. Black (2015)
- Mythica: The Necromancer, regia di A. Todd Smith (2015)

#### Televisione
- Camminando tra le fiamme (Walking Through the Fire), regia di Robert Day – film TV (1979)
- Promessa d'amore (The Promise of Love), regia di Don Taylor – film TV (1980)
- Crazy Times, regia di Lee Philips – film TV (1981)
- Il dono della vita (The Gift of Life), regia di Jerry London – film TV (1982)
- Ralph supermaxieroe (The Greatest American Hero) – serie TV, 1 episodio (1982)
- Aspetta che torni tua madre! (Wait Till Your Mother Gets Home!), regia di Bill Persky – film TV (1983)
- A cuore aperto (St. Elsewhere) – serie TV, 1 episodio (1983)
- L'ultimo viaggio (Right of Way), regia di George Schaefer – film TV (1983)
- Manimal – serie TV, 1 episodio (1983)
- Webster – serie TV, 1 episodio (1984)
- Airport '90 (Flight 90: Disaster on the Potomac), regia di Robert Michael Lewis – film TV (1984)
- Love Thy Neighbor, regia di Tony Bill – film TV (1984)
- Autostop per il cielo (Highway to Heaven) – serie TV, 1 episodio (1984)
- The Fisher Family – serie TV, 1 episodio (1984)
- T.J. Hooker – serie TV, 2 episodi (1984-1985)
- Scandal Sheet, regia di David Lowell Rich – film TV (1985)
- Words by Heart, regia di Robert C. Thompson – film TV (1985)
- Hardcastle & McCormick (Hardcastle and McCormick) – serie TV, 1 episodio (1985)
- California (Knots Landing) – serie TV, 28 episodi (1980-1985)
- Love Boat (The Love Boat) – serie TV, 1 episodio (1985)
- La signora in giallo (Murder, She Wrote) – serie TV, episodio 2x02 (1985)
- Il mio amico Arnold (Diff'rent Strokes) – serie TV, 5 episodi (1985-1986)
- Super Vicky (Small Wonder) – serie TV, 3 episodi (1985-1989)
- Blacke's Magic – serie TV, 1 episodio (1986)
- Misfits (Misfits of Science) – serie TV, 1 episodio (1986)
- A-Team (The A-Team) – serie TV, 1 episodio (1986)
- Tall Tales & Legends – serie TV, 1 episodio (1986)
- Vita col nonno (Our House) – serie TV, 1 episodio (1986)
- Kids Incorporated – serie TV, 1 episodio (1986)
- Hill Street giorno e notte (Hill Street Blues) – serie TV, 1 episodio (1987)
- Balki e Larry - Due perfetti americani (Perfect Strangers) – serie TV, 1 episodio (1987)
- New York New York (Cagney & Lacey) – serie TV, 1 episodio (1987)
- A Different Affair, regia di Noel Nosseck – film TV (1987)
- The Spirit, regia di Michael Schultz – film TV (1987) non accreditato
- Casalingo Superpiù (Who's the Boss?) – serie TV, 1 episodio (1987)
- Bustin' Loose – serie TV, 1 episodio (1988)
- Baby Sitter (Charles in Charge) – serie TV, 2 episodi (1988-1989)
- Blue Jeans (The Wonder Years) – serie TV, 1 episodio (1989)
- Nearly Departed – serie TV, 1 episodio (1989)
- Linea diretta (WIOU) – serie TV, 1 episodio (1990)
- Jake & Jason Detectives (Jake and the Fatman) – serie TV, 2 episodi (1990-1992)
- Dinosauri tra noi (Land of the Lost) – serie TV, 1 episodio (1991)
- The Day My Parents Ran Away, regia di Martin Nicholson – film TV (1993)
- Cinque in famiglia (Party of Five) – serie TV, 1 episodio (1994)
- Baywatch – serie TV, 1 episodio (1994)
- Crescere che fatica (Boy Meets World) – serie TV, 1 episodio (1996)
- The Lazarus Man – serie TV, 1 episodio (1996)
- Walker Texas Ranger (Walker, Texas Ranger) – serie TV, 1 episodio (1997)
- Dangerous Minds – serie TV, 1 episodio (1997)
- L.A. Doctors – serie TV, 1 episodio (1998)
- I viaggiatori (Sliders) – serie TV, 1 episodio (1999)
- Undressed – serie TV, 1 episodio (2000)
- Ultime dal cielo (Early Edition) – serie TV, 1 episodio (2000)
- Tremors - La serie (Tremors) – serie TV, 2 episodi (2003)
- Vern Fonk Vision – serie TV, 2 episodi (2010-2011)

### Doppiatore
- Wildfire – serie TV, 10 episodi (1986)
- CBS Storybreak – serie TV, 1 episodio (1987)
- Bee Movie, regia di Simon J. Smith e Steve Hickner (2007) non accreditato

### Regia
- The Broker, co-diretto con David Tayar - cortometraggio (2010)